# Panchen Lama
Panchen Lama er den næstøverste lama i tibetansk buddhisme. Han bærer ansvaret for at finde den næste inkarnation af Dalai Lama og vice versa. Den nuværende Dalai Lama, Tenzin Gyatso, bekendtgjorde Gedhun Choekyi Nyima som den 11. reinkarnation af Panchen Lama den 14. maj 1995. Dog gjorde Folkerepublikken Kina bekendtgørelsen ugyldig, da de fremviste en anden dreng, Gyancain Norbu, hvorefter drengen som Dalai Lama udnævnte "forsvandt".
Den sidste Panchen Lamas datter er Yabshi Pan Rinzinwangmo bedre kendt som "Renji".

## Liste over panchen lamaer
| Bilde | Navn                                                       | Levetid       |
| ----- | ---------------------------------------------------------- | ------------- |
|       | Khedrup Je, 1. panchen lama                                | 1385–1438     |
|       | Sönam Choklang, 2. panchen lama                            | 1438–1505     |
|       | Ensapa Lobsang Döndrup, 3. panchen lama                    | 1505–1568     |
|       | Lobsang Chökyi Gyalsten, 4. panchen lama                   | 1570–1662     |
|       | Lobsang Yeshe, 5. panchen lama                             | 1663–1737     |
|       | Lobsang Palden Yeshe, 6. panchen lama                      | 1738–1780     |
|       | Palden Tenpai Nyima, 7. panchen lama                       | 1782–1853     |
|       | Tenpai Wangchuk, 8. panchen lama                           | ca. 1855–1882 |
|       | Thubten Chökyi Nyima, 9. panchen lama                      | 1883–1937     |
|       | Lobsang Trinley Lhündrub Chökyi Gyaltsen, 10. panchen lama | 1938–1989     |
|       | Gedhun Choekyi Nyima, 11. panchen lama                     | 1989–?        |

| Religion | Spire Denne religionsartikel er en spire som bør udbygges. Du er velkommen til at hjælpe Wikipedia ved at udvide den. |

- Wikimedia Commons har flere filer relateret til Panchen Lama